# حسین شریعتمداری
حسین شریعتمداری (زادهٔ ۱۳۲۶) روزنامه‌نگار ایرانی است که از سال ۱۳۷۲ با حکم سید علی خامنه‌ای، رهبر جمهوری اسلامی ایران، نماینده ولی فقیه و سرپرست مؤسسه کیهان است و از اواسط دهه ۱۳۷۰ مدیر مسئول روزنامه کیهان نیز می‌باشد. مجلهٔ نیوزویک در سال ۲۰۰۹ او را در رتبهٔ هفدهم ۲۰ شخص پرنفوذ ایران قرار داد.
روزنامه کیهان در دهمین دورهٔ انتخابات ریاست جمهوری از محمود احمدی‌نژاد حمایت نمود و در انتخابات یازدهم ریاست جمهوری حامی اصلی اصول‌گرایان در مقابل کاندیدای اعتدال‌گرایان حسن روحانی بود.
دولت کانادا در ۲۱ مهر ۱۴۰۱ شریعتمداری را به دلیل نقض حقوق بشر تحریم کرد.

## اوایل زندگی
حسین شریعتمداری در ۱۳۲۶ در محلهٔ درویش دماوند به دنیا آمد. پدربزرگش حاج سیف‌الله شریعتمداری «خطیب و سخنور» بوده است. او در دماوند به «حسین شریعت» شهرت داشت. شریعتمداری از ۱۶–۱۷ سالگی به مسائل سیاسی و مذهبی روی آورد و در مبارزات جوانان دماوند در انقلاب ۱۳۵۷ نقش اساسی داشت. او در جوانی قصد داشت پزشک شود و دانشجوی پزشکی بود و هم‌زمان فعالیت‌های انقلابی داشت. شریعتمداری پیش از انقلاب توسط ساواک دستگیر شده بود.

## مواضع و کارنامه سیاسی بعد انقلاب

### سپاه و اطلاعات
شریعتمداری بعد از انقلاب جزء فرماندهان سپاه پاسداران انقلاب اسلامی در جنگ ایران و عراق بوده و جانباز جنگ است. به گفته خودش از امتیاز جانبازی استفاده نمی‌کند. همچنین او در دوران وزارت علی فلاحیان در وزارت اطلاعات جمهوری اسلامی، مسئول بخش معاونت اجتماعی وزارت اطلاعات بود.

### در روزنامه کیهان
او بعداً سردبیر روزنامه کیهان بوده؛ که مستقیماً از سوی رهبر جمهوری اسلامی ایران، خامنه‌ای منصوب می‌شود. روزنامه نیویورک تایمز در مصاحبه‌ای که با حسین شریعتمداری (سال ۲۰۰۷) انجام داده است، دربارهٔ او می‌نویسد: «… او صدای ایران تندرو است. نه تنها تندرو بلکه رادیکال، امنیتی و غیرقابل انعطاف. او مدیرمسئول روزنامه کیهان است که به شما دید کلی از افراطی‌ترین دیدگاه‌های رهبران ایران، طرز فکر و برنامه‌های افرادی که در راس قدرت هستند، می‌دهد». شریعتمداری در مناظره با حبیب‌الله عسکر اولادی به عنوان «سردار قلم» خوانده شد.
نیویورک تایمز می‌نویسد: سبک نوشتار او همیشه در قالب استدلال است. او گفته که کسی نباید از او بترسد. او فقط قصد دفاع از «ارزش‌های نظام» را دارد. لحن نوشته‌های او اغلب مؤدبانه است که باعث تلطیف پیام‌های تند او می‌شود. در اداره‌اش همیشه برابر مهمانان بلند می‌شود و با لبخندی مأخوذ به حیا به آن‌ها خوش‌آمد می‌گوید. منتقدانش می‌گویند او چیزی نیست جز ابزار دست نیروهای امنیتی و کسانی مانند محمود شمس الواعظین می‌گویند حقیقت این است که روزنامه او یک روزنامه اطلاعاتی-امنیتی است.

### فعالیت‌های امنیتی
آنچه بیش از همه در مورد سابقه حسین شریعتمداری گفته می‌شود، سابقه فعالیت او به عنوان بازجوی وزارت اطلاعات با نام «برادر حسین» و نقش او در تحت فشار قراردادن و سرکوب زندانیان سیاسی مخالف نظام است. اکبر گنجی در کتاب عالیجناب سرخپوش و عالیجنابان خاکستری حسین شریعتمداری را در دوران وزارت علی فلاحیان در وزارت اطلاعات جمهوری اسلامی، مسئول بخش معاونت اجتماعی وزارت خوانده و در همین راستا مواردی مانند تهیه برنامه هویت بازجویی با همراهی سعید امامی و مباحثی مانند مشارکت در بازجویی متهمان برنامه هویت و جمعیت دفاع از آزادی و حاکمیت ملت ایران به او منسوب شده است. اصولگرایان معتقدند رسانه‌های مخالف سعی می‌کنند به کسانی که از نزدیک شریعتمداری را نمی‌شناسند تصویری ترسناک از او نشان دهند و این کار را با تکرار اتهام بازجو بودن که او بارها انکارش کرده انجام می‌دهد، در حالی که حضور او در یک مناظره تلویزیونی باعث شد برخی بینندگان از «شخصیت آرام و منطقی» او شگفت‌زده شوند.
فرهاد بهبهانی از اعضای جمعیت دفاع از آزادی و حاکمیت ملت ایران در کتاب در مهمانی حاج‌آقا وی را به عنوان یکی از بازجوهایش نام می‌برد که در زندان برادر حسین نامیده می‌شده است. شریعتمداری این موضوع را انکار کرده و یک بار در پاسخ گفت:
بنده هیچگاه بازجو نبوده‌ام ولی بارها ابراز تاسف کرده و می‌کنم که چرا ثواب بازجو بودن در نظام جمهوری اسلامی ایران در نامه اعمال من ثبت نشده است.
او همچنین در مقاله‌ای در تاریخ ۵ دی ۱۳۷۸ روزنامه کیهان که خود مدیر مسئول آن بود نوشت:
دعوت از اینجانب برای بحث و گفتگو با زندانیان گروهکی از جانب حجت‌الاسلام مجید انصاری صورت گرفته بود… آن هنگام را اینجانب جزو پربرکت‌ترین ایام عمر خود می‌دانم که بر اثر آن تعداد قابل توجهی از عناصر گروهکی بریده از انقلاب و مردم به آغوش انقلاب و ملت بازگشتند.
در گزارش نیویورک تایمز آمده: «او [حسین شریعتمداری] تصدیق کرد در موراد خاصی که از او برای صحبت با زندانیان درخواست شده، همکاری کرده است و می‌گوید:» البته، این موضوع که من بازجو نبوده‌ام، به این معنی نیست که کار بازجویان را تأیید نمی‌کنم و متاسفم که موفق به چنین خدمتی نشده‌ام”.

### برنامههویتو همکاری باسعید امامی
او به همراه سعید امامی از سازندگان برنامه تلویزیونی هویت در سال ۱۳۷۵ بود که خود تأیید همکاری نزدیک او با نهادهای امنیتی در سرکوب مخالفان جمهوری اسلامی ایران در سطوح مختلف است. برنامه هویت در چندین قسمت از صدا و سیمای جمهوری اسلامی پخش شد. در این برنامه روشنفکرانی چون عبدالحسین زرین‌کوب و هوشنگ گلشیری و بسیاری دیگر، وابسته به بیگانگان و خائن به کشور معرفی شدند.
خبرنگار روزنامه کیهان در سال ۱۳۸۲ مصاحبه‌ای با اکبر هاشمی رفسنجانی در مورد هشت سال دوره ریاست جمهوری‌اش انجام داده است. در آن مصاحبه با اشاره به برنامه هویت ونقش حسین شریعتمداری گفته می‌شود:
“….[خبرنگار روزنامه کیهان]ضمناً می‌گویند آقای سحابی از شما قول گرفته‌بود اعترافاتی که کرده، از تلویزیون پخش نشود؛ ولی در برنامه هویت پخش شد. در مورد این دو شبهه توضیح بفرمایید؟
[اکبر هاشمی رفسنجانی]: اولاً از من قولی نگرفته‌بود. اصلاً از اعترافات ایشان اطلاعی نداشتم که قولی بدهم. آقای سحابی هم رفیق من بود. ما در دوران مبارزه هم پرونده و با هم در زندان بودیم. بعد از پیروزی هم در شورای انقلاب بود. همیشه با هم بودیم و اختلافی نداشتیم. گروهی را هم که وزارت اطلاعات گرفتند، بدون اطلاع من گرفتند. گویا حدود ۹۰ نفر را گرفتند. من اصلاً با اینطور چیزها مخالف بودم. منتها وزارت اطلاعات از این کارها می‌کرد…. برنامه هویت را از تلویزیون دیدیم و اصلاً خبر نداشتیم. شما از آقای شریعتمداری بپرسید که چه کسی به او گفته که آن برنامه را بسازد. ”
کسانی که در برنامه هویت علیه خود و همفکرانشان اعتراف کردند و این اعترافات در برنامه تلویزیونی هویت پخش شد، پس از آزادی علناً اعلام کردند اعترافات تحت فشار بازجویی بوده است.

### قتل‌های زنجیره‌ای
حسین شریعتمداری در سرمقاله روزنامه کیهان طی نوشتاری مدعی شد: «تردیدی نیست که عاملان این جنایت را بایستی در میان دوستان و آشنایان فروهر که با او و خانواده‌اش رفت‌وآمد داشته‌اند، جستجو کرد؛ و اما دوستان فروهر چه کسانی بوده‌اند؟ آیا غیر از این است که بسیاری از دوستان و آشنایان فروهر، افراد وابسته به جریان‌های مخالف نظام، عناصر ضدانقلاب، خبرنگاران رادیوها و رسانه‌های بیگانه و امثال آنها بوده‌اند؟ … بنابراین ساده‌اندیشی است که رابطه قاتل یا قاتلان با سرویس‌های جاسوسی آمریکا و دنباله‌های داخلی آنها کشف نشده باقی بماند.».

### اعتراضات سال ۱۳۸۸
شریعتمداری در آذر ۱۳۹۳ مدعی شد: «بر اساس مدارکی که وی در اختیار دارد، ایده اولیه اجرای تحریم‌های علیه ایران را سران فتنه به آمریکا پیشنهاد داده‌اند»
شریعتمداری یورگن هابرماس، گارتن و جرج سوروس را از طراحان «نافرمانی مدنی»، «فشار از پایین و چانه‌زنی از بالا» و «تقلب در انتخابات» خوانده و ادعا کرد که رهبران جنبش سبز با همکاری این افراد برای انقلاب مخملین تلاش می‌کردند. او همچنین میرحسین موسوی، سیدمحمد خاتمی و مهدی کروبی را به عنوان «رحم اجاره‌ای» برای آمریکا، اسرائیل و بریتانیا نام برد.
مطالب و ادبیاتی که روزنامه کیهان بعد از حوادث پس از انتخابات مناقشه‌برانگیز ریاست جمهوری سال ۱۳۸۸ تولید کرده است، سعی در ارتباط دادن حرکت اعتراضی مردم به کشورهای خارجی و فراهم کردن بستر سرکوب و فشار بوده است. گزارش «کمپین بین‌المللی حقوق بشر در ایران» در گزارشی به نام «مردان خشونت: مجریان و مروجان خشونت پس از انتخابات» به معرفی عاملین و چهره‌های مؤثر سرکوب‌های حوادث پس از انتخابات پرداخته است. حسین شریعتمداری یکی از این چهره‌هاست. در این گزارش آمده است.
«…روایت روزنامه کیهان از حوادث بعد از انتخابات پس از آن توسط وزارت اطلاعات و سپاه پاسداران به عنوان روایت اصلی از حوادث بعد از انتخابات برای سرکوب مخالفان، دستگیری آنان، شکنجه و آزار و اذیت در بازداشتگاه‌ها، اخذ اعترافات اجباری و در نهایت احکام طویل‌المدت زندان به کار گرفته شد.»
در بخش دیگری از این گزارش در مورد نقش و موضع‌گیری روزنامه کیهان و حسین شریعتمداری در مورد اعترافات تلویزیونی که متهمان تحت فشار بازجویی علیه خود انجام داده‌اند، آمده است:
” هم‌زمان با دستگیری روزنامه‌نگارانی همچون مازیار بهاری که چند ماه پس از دستگیری مجبور به اعترافات اجباری شد و چندی پس از آن با خروج از کشور به شرح فشارهای جسمی و روانی برای اخذ اعتراف یاد شده پرداخت، این روزنامه بارها به متهم کردن روزنامه‌نگاران برای جاسوسی برای سرویس‌های خارجی پرداخت. در واقع روزنامه کیهان طی روزهای پس از انتخابات عملاً به عنوان بخشی از دستگاه‌های اطلاعاتی و امنیتی در برخورد و سرکوب روزنامه‌نگاران با طرح ادعاهایی که هیچ‌گاه در دادگاه اثبات نشد عمل کرده است.

#### جایزه روزنامه‌نگاری
حسین شریعتمداری موفق شد تا به همراه محمدکاظم انبارلویی سردبیر روزنامه رسالت، جایزه بهترین و منصف‌ترین منتقد دولت محمود احمدی‌نژاد را در مراسم اختتامیه نمایشگاه مطبوعات، از آن خود کند.

### بیماری شریعتمداری

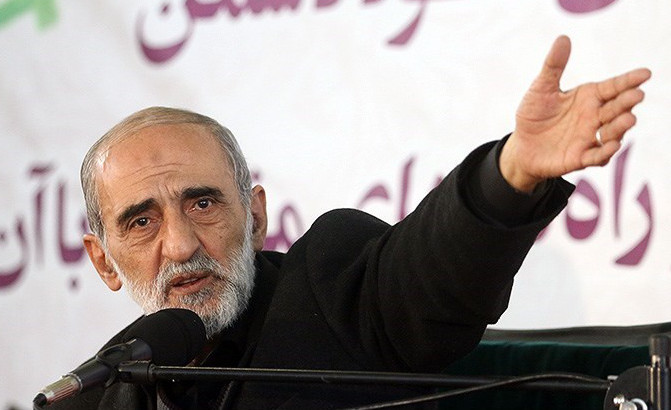
در همایشی در مسجد جمکران سخنرانی می‌کند.

در اواسط اسفند ۱۳۸۸ شریعتمداری در بیمارستان بستری شد. حقیقت نیوز، وبگاه خبری نزدیک به رحیم مشایی، به نقل از یکی از اعضای تیم پزشکی وی نوشت: متأسفانه آقای شریعتمداری به سرطان مری مبتلا شده است و این احتمال می‌رود که این یار صدیق نظام تا سال جدید بیشتر در قید حیات نباشد. فردای آن روز شریعتمداری گفت پزشکان علت بیماری‌ام را عدم استراحت و فعالیت زیاد اعلام کرده بودند که به لطف خدا امروز از بیمارستان مرخص شدم. وی کسانی که آرزوی مرگ او را کرده بودند ضدانقلاب خواند.
مهدی خزعلی نیز در این مورد نوشت: حسین شریعتمداری از کسانی است که مردم از زبان و قلم او آسایش ندارند، او راس فتنه و فتنه گران است، اما من برای سلامتی او دعا می‌کنم. او نباید بمیرد، من روزی را می‌بینم که او و امثال او را در محکمه عدل ملت محاکمه کنیم… حاج حسین بازجو؛ زنده بمان تا روز محاکمه چیزی نمانده است.
او در ۱۸ اسفند ۱۳۹۴ نیز در بیمارستان بستری شد.

### دوره ریاست جمهوری حسن روحانی
شریعتمداری پیش از برگزاری انتخابات ریاست‌جمهوری ایران (۱۳۹۲) در چندین نوبت در روزنامه کیهان با درج مقالاتی خواستار وحدت نامزدهای اصولگرا بر سر یک گزینه جهت رقابت با حسن روحانی شده بود. وی در مقاله‌ای که یک روز پیش از انتخابات چاپ شده بود، در خصوص نامزد رقیب (حسن روحانی) این‌گونه اظهارنظر کرده بود:
آیا نمی‌بینید که وطن‌فروشان فتنه آمریکایی- اسرائیلی ۱۳۸۸ در باشگاه مدعیان اصلاحات کباده می‌کشند و نامزد آن‌ها به حضور و حمایت این عده که در فتنه ۸۸ آشکارا نقش ستون پنجم دشمن را بر عهده داشتند و از جرج سوروس صهیونیست، تیموتی اش، مایکل لدین و… دستورالعمل می‌گرفتند، افتخار هم می‌کند؟!"

اما این رویه تهاجمی در روزهای نخست بعد از پیروزی حسن روحانی تغییر کرد و وی اقدام به نزدیک نشان دادن روحانی به گرایش‌های سیاسی اصول‌گرایانه، کرد. در همین راستا وی در مقاله‌ای که در ۱ تیر ۱۳۹۲ در روزنامه کیهان انتشار داد، پیروزی روحانی را اینچنین تعبیر کرد:
«گفتمان اصولگرایی پیروز شده است. … مدعیان اصلاحات شکست سختی را متحمل شده‌اند. اصلاح‌طلبان این شکست را از قبل پیش‌بینی می‌کردند و به همین علت نامزد اختصاصی خود را برای پیشگیری از وزن‌کشی در انتخابات، مجبور به کناره‌گیری کردند.»
با نزدیک شدن به زمان تأیید کابینه حسن روحانی توسط مجلس شورای اسلامی، شریعتمداری سعی داشت با درج مقالاتی به منظور تأثیرگذاری بر رئیس‌جمهور منتخب وقت و همچنین نمایندگان مجلس شورای اسلامی، در پروسه معرفی نامزدهای وزارت‌خانه‌های دولت یازدهم و همچنین تأیید صلاحیت آن‌ها توسط نمایندگان مجلس، مداخله (مهندسی) نماید. بعد از شکست پروژه فشار بر روحانی جهت معرفی نکردن نامزدهای اصلاح‌طلب (و عنوان شدن اسامی نظیر محمدجواد ظریف)، شریعتمداری با ناامید شدن از جانب روحانی، با تشویق نمایندگان مجلس به رأی ندادن به وزرای پیشنهادی اصلاح‌طلب، سعی در پیش‌برد مطالبات خود داشت. این اقدام با موضع‌گیری منفی برخی نمایندگان مجلس همچون علی مطهری، غلامرضا تاجگردون، عوض حیدرپور، حسن جوکار و … علیه اظهارنظر شریعتمداری مواجه بود.

#### مخالفت با مذاکرات هسته‌ای

در خلال مذاکرات ژنو ۴ میان تیمی از وزارت امور خارجه ایران و وزیران امور خارجه گروه پنج به علاوه یک که ۷–۹ نوامبر در ژنو برگزار شد، شریعتمداری با ذکر یادداشت‌هایی در روزنامه کیهان، به دفعات نسبت به عملکرد آن‌ها در گفتگوی مستقیم با وزیر امور خارجه آمریکا انتقاد کرد و ایشان را متهم به باج‌دهی به طرف مقابل می‌کرد و مخفی نگه‌داشتن جزئیات مذاکره از جانب طرفین را استدلالی بر این ادعا عنوان می‌کرد. شریعتمداری که تیم‌های مذاکره‌کننده در دولت‌های خاتمی و روحانی را با عناوینی همچون «سازشکار» خطاب می‌کرد، پس از سخنرانی خامنه‌ای در ۱۲ آبان ۱۳۹۲ که در حمایت از تیم مذاکره‌کننده ایرانی گفته بود: «اینها فرزندان انقلاب و مأموران جمهوری اسلامی هستند که با تلاش فراوان در حال انجام دادن مأموریت سخت خود می‌باشند و هیچ‌کس نباید آن‌ها را تضعیف کند، مورد توهین قرار دهد یا سازشکار بداند.»، با تغییر مواضع خود پیش از سخنرانی خامنه‌ای در سرمقاله روزنامه کیهان نوشت: «... بدیهی است که اتهام «سازشکاری» به آنان، نه فقط «گناه» و جرمی نابخشودنی است بلکه دستکم ۳ پیامد خطرناک و پرآسیب نیز به دنبال خواهد داشت …»
پس از تفاهم هسته‌ای لوزان، حسین شریعتمداری در سرمقالهٔ روزنامه کیهان، مدعی شد که دست‌آورد مذاکره هسته‌ای چندماهه با ۱+۵، کلاه گشادی بود که گروه ۱+۵ بر سر ملت ایران گذاشتند و حسن روحانی، این امر را از مردم مخفی می‌کند. پس از توافق هسته‌ای برجام، شریعتمداری معتقد بود که این توافق، منافع جمهوری اسلامی ایران را برآورده نمی‌کند و خطوط قرمز وضع‌شده در پیش‌شرط مذاکرات هسته‌ای با اعضای ۱+۵، نقض شده است. وی همچنین مدعی شد که خامنه‌ای نیز با این توافق موافق نیست. وی ابراز امیدواری کرد که این توافق‌نامه به تصویب نهایی (در ایران و آمریکا) نرسد و اجرایی نشود.
بعد از شکست برجام او در ۲۵ بهمن ۱۳۹۷ در مصاحبه‌ای با برنامه ۱۰:۱۰ باشگاه خبرنگاران جوان به بسیاری سؤالات در مورد مواضعش پاسخ داد. او گفته با شخص مذاکره‌کنندگان هیچ مشکلی ندارد بلکه به عملکرد آن‌ها انتقاد داشته است. او گفت شنیده که مذاکره‌کنندگان هسته‌ای هم به حرف شریعت‌مداری رسیده‌اند و او از این اتفاق خرسند است.

## تحریم‌ها
کانادا روز پنج‌شنبه ۲۱ مهر ۱۴۰۱ حسین شریعتمداری را به همراه ۱۶شخص و ۳ نهاد در جمهوری اسلامی را به دلیل نقض حقوق بشر و بی‌اعتنایی آشکار دولت ایران نسبت به جان ایرانیان و اقدامات بی‌ثبات کننده تحریم کرد.

## انتقاد از سید علی سیستانی
شریعتمداری مقاله‌ای با عنوان «برخاسته از ارادت با حضرت آیت‌الله سیستانی» منتشر کرد که در آن به دیدار روز ۲۳ شهریور جینین هنیس پلاسخارت، فرستاده سازمان ملل به عراق با علی سیستانی، مرجع شیعیان بود که در آن علی سیستانی تأکید کرده بود انتخابات پارلمانی عراق باید زیر نظارت سازمان ملل متحد و به موقع برگزار شود. شریعتمداری در این مقاله انتقادی گفته است:
" آیت‌الله سیستانی (دام عزّه) در این دیدار از نماینده ویژه دبیرکل سازمان ملل خواستند که انتخابات پارلمانی عراق تحت نظارت نمایندگانی از سازمان ملل متحد انجام پذیرد! که با عرض پوزش باید به محضر ایشان عرضه داشت این درخواست اولاً؛ دون شأن و جایگاه برجسته و قابل احترام حضرت آیت‌الله سیستانی است. در واقع این سازمان ملل است که برای توجیه صلاحیت خود به تایید حضرت ایشان نیاز دارد و ثانیاً؛ با جایگاه و منزلت عراق به عنوان یک کشور مستقل که استقلال و آزادگی خود را با ایثارها، از خودگذشتگی‌ها، خون‌دادن‌ها و خون‌دل خوردن‌های مردم شریف و مخصوصاً جوانان غیور آن سرزمین مقدس به دست آورده است، همخوانی ندارد. دعوت از سازمان ملل برای نظارت بر انتخابات یک کشور، اعلام ورشکستگی آن کشور، بدبینی به ملت و خوشبینی به بیگانگان است و بدیهی است که این دو مقوله از ساحت‌قدسی حضرت آیت‌الله سیستانی مرجع عالیقدر جهان تشیع به دور است."
انتشار این مقاله واکنش‌های فراوانی را در پی داشت:
- نوری المالکی: «توهین به مرجعیت، توهین به همه مردم عراق است.»
- محمدجواد ظریف وزیر امور خارجه: «حضرت آیت‌الله سیستانی مرجع عالیقدر، دژ مستحکم عراق و سرمایه‌ای برای کل جهان اسلام است. ایران نقش ایشان در برقراری امنیت در عراق و ثبات آن و حفظ حاکمیت و وحدت سرزمینی این کشور و رهایی از قدرت‌های اشغالگر و ساختن عراق جدید براساس انتظارات ملت برادر عراق را ارج می‌نهد.»
- سعید خطیب‌زاده سخنگوی وزارت خارجه: «باید بگویم که این موضع هیچ ربطی به ارکان جمهوری اسلامی ایران ندارد.»
- سید محمدجواد علوی بروجردی مرجع تقلید: چرا ما اینطور حرف می‌زنیم؟ عیبی ندارد انتقاد کنیم، نصیحت کنیم، اما نصیحت به حق و کلام به عدل بگوئیم، نه کلام به باطل، نه کلام به ناحق بگوئیم. آقای سیستانی این وظیفه را برای خودش دیده است، در عراقی که امروز تحت لوای مرجعیت ایشان، بعد از صدام به این صورت شکل گرفته است، یکی از اسباب کار نجات عراق از این وضعیت موجود، این است که یک انتخاباتی صحیح در آنجا صورت گیرد. مردم نمایندگان خودشان را انتخاب کنند. ایشان از سازمان ملل همکاری خواسته، دخالت نخواسته است. این کار خلافی نبوده است که ما از اینجا تو روزنامه، ایشان را نصیحت کنیم که شما آیه قرآن را یادت رفته است و بگویید «ولا ترکنوا الی الذین ظلموا»، یعنی چرا رکون به ظالم کردید؟ این رکون به ظالم است؟[۵۳]
- سید مصطفی هاشمی‌طبا: «این اقدام، هم ضدمنافع ملی و هم در تعارض با روحانیت و مرجعیت شیعه است که در تاریخ، جایگاه مهمی داشته است.»[۵۴]
- اسماعیل قاآنی فرمانده نیروی قدس سپاه پاسداران: «آیت الله سیستانی نماد افتخار و اقتدار مرجعیت و قدرت بسیج کنندگی آن در جامعه عراق و جوامع اسلامی است.»[۵۵]

### عذرخواهی از علی سیستانی
پس از ۲ روز انتشار مقاله و واکنش‌های گسترده در اقدامی که از سوی شریعتمداری سابقه نداشته از مواضع انتقادی خود عقب‌نشینی و عذرخواهی کند از علی سیستانی طی انتشار مقاله ای با عنوان «بار دیگر برخاسته از ارادت» عذرخواهی کرد:
"برداشت اینجانب از نظر آیت‌الله سیستانی با آنچه ایشان فرموده بودند همخوانی نداشته است که به خاطر این خطای ناخواسته از محضر معظم‌له پوزش می‌خواهم و امید آن که عذر تقصیر اینجانب را بپذیرند."

## فهرست اخبار ساختگی توسط شریعتمداری
وب‌سایت راستی آزمایی فکت‌نامه در مقاله‌ای که به بررسی اظهارات شریعتمداری در طی دوران کاری‌اش در روزنامهٔ کیهان می‌پرداخت، وی را از بانفوذترین انتشاردهندگان اخبار ساختگی در فضای رسانه‌ای ایران می‌داند. محور بخش مهمی از اخبار ساختگی شریعت‌مداری را، اتهامات امنیتی علیه چهره‌های مختلف سیاسی و فرهنگی تشکیل می‌دهد. بسیاری از این چهره‌ها، بعد از متهم شدن از سوی شریعتمداری و روزنامه‌اش، هدف برخورد دستگاه‌های امنیتی قرار گرفته‌اند یا دستگیر – بعضاً حتی کشته – شده‌اند.
انتشار اخبار ساختگی از سوی مدیر مسئول کیهان، تنها با هدف پرونده‌سازی علیه افراد مشخص صورت نمی‌گیرد و در نگاهی کلی‌تر، بخشی از رویه معمول او و روزنامه تحت مدیریتش در پوشش اخبار محسوب می‌شود. گاهی انتشار این اخبار ساختگی با استناد به منابع ساختگی تا مرحله «جعل حدیث» نیز پیش می‌رود.

### ادعای درخواست هیلاری کلینتون از ۱۱۲ کشور برای به رسمیت شناختن داعش
در یادداشت ۲۵ دی ۱۳۹۸ حسین شریعتمداری در روزنامه کیهان ادعا می‌کند: «خانم هیلاری کلینتون، وزیر خارجه اوباما در کتاب خاطرات خود با عنوان انتخاب سخت –HARD CHOICE– تأکید می‌کند که به ۱۱۲ کشور سفر کرده بود تا از آنها بخواهد بعد از اعلام موجودیت داعش آن را به رسمیت شناخته یا دستکم با آن مخالفت نورزند!» آقای شریعتمداری در این یادداشت اصرار دارد، ادعاهایش در مورد داعش «از نوع تحلیل و حدس و گمان نیست، بلکه تماماً از نوع گزارش‌ها و اخبار مستند است که کمترین تردیدی نمی‌تواند در آن راه داشته باشد».
بررسی دقیق نسخه چاپی کتاب انگلیسی هیلاری کلینتون نشان می‌دهد که به‌طور قطع، در هیچ‌کجای کتاب او مطلب ادعایی حسین شریعتمداری، یا حتی مضمونی شبیه به آن مطرح نشده است. در این گزارش به این نکته هم اشاره شده، حتی چنین نیست که مطلب ادعایی، در نسخه فارسی کتاب هیلاری کلینتون، که با عنوان «گزینه‌های سخت» ترجمه شده، وجود داشته تا بتوان فرض کرد آقای شریعتمداری چنان نقل قولی را در آنجا دیده است.

## دیدگاه
شریعتمداری، طرفدار نهضت اسلامی جهانی است و معتقد است نظام جهانی تک‌قطبی و غیرعادلانه است و این، باید تغییر کند. او ادعا می‌کند کیهان توانسته بسیاری از تحولات سیاسی داخلی و خارجی را به درستی پیش‌بینی کند.